# 若草物語 (1994年の映画)
『若草物語』（わかくさものがたり、Little Women）は、監督はジリアン・アームストロングによる1994年のアメリカ合衆国の青春歴史ドラマ映画。脚本はロビン・スウィコード、出演はウィノナ・ライダーとスーザン・サランドンなど。ルイーザ・メイ・オルコットの同名小説を、監督をはじめ、ほとんどが女性という主要スタッフのもと、当時のハリウッドを代表する人気女優たちの共演で現代的にリフレッシュして映画化した作品である。
第67回アカデミー賞では、主演女優賞、作曲賞、衣装デザイン賞にノミネートされた。

## キャスト
| 役名                                   | 俳優                                                    | 日本語吹替 | |
| -------------------------------------- | ------------------------------------------------------- | ---------- | --- |
| ジョー、ジョセフィン・マーチ           | ウィノナ・ライダー                                      | 日野由利加 | 次女。作家志望。ニューヨークでドイツ人フリードリヒ・ベアと知り合う。『若草物語』を執筆。                           |
| メグ、マーガレット・マーチ             | トリニ・アルバラード                                    | 田中敦子   | 長女。ジョン・ブルックと結婚。双子を産む。                                                                         |
| エイミー・マーチ                       | サマンサ・マシス（16歳） キルスティン・ダンスト（12歳） | 亀井芳子   | 末っ子。画家志望。絵の勉強のためマーチおばさんに伴って渡欧。ローリーと結婚。                                       |
| ベス、エリザベス・マーチ               | クレア・デインズ                                        | 佐々木優子 | 三女。ピアノが得意。14歳の時、フンメル家の赤ちゃんから猩紅熱が移り心臓が衰弱、18歳で死去。                         |
| ローリー、テディ、セオドア・ローレンス | クリスチャン・ベール                                    | 家中宏     | マーチ家の隣人。若い頃はジョーと親しかったがエイミーと結婚。                                                       |
| ジョン・ブルック                       | エリック・ストルツ                                      | 大塚芳忠   | ローリーの家庭教師。メグと結婚。                                                                                   |
| ジェイムス・ローレンス                 | ジョン・ネヴィル                                        | 丸山詠二   | ローリーの祖父。クリスマスの日、娘（ローリーの母）のピアノをベスにプレゼントする。                                 |
| マーチおばさん                         | メアリー・ウィックス                                    | 片岡富枝   | 大金持ちのおばさん。ジョー、エイミーに世話をしてもらう。大きな屋敷をジョーに譲る。                                 |
| アビゲイル・マーチ                     | スーザン・サランドン                                    | 谷育子     | 四姉妹の母。 |
| ロバート・マーチ                       | マシュー・ウォカー（英語版）                            |            | 四姉妹の父。 |
| フリードリヒ・ベア                     | ガブリエル・バーン                                      | 大塚明夫   | ニューヨークで家庭教師をしているドイツ人。ジョーと恋に落ちる。ジョーの原稿を『若草物語』にしてコンコードに届ける。 |
| ハンナ・マレット                       | フローレンス・パターソン（英語版）                      |            | 四姉妹の面倒を見たマーチ家の家族同様の使用人。                                                                     |
| サリー・モファット                     | ジャンヌ・モルティル（英語版）                          |            | メグの親友。裕福な家の娘。メグを舞踏会に招待。                                                                     |

## 作品の評価
Rotten Tomatoesによれば、批評家の一致した見解は「才能のある女優たちの強力なラインナップのおかげで、ルイーザ・メイ・オルコットの『若草物語』のジリアン・アームストロングによる映画化は、時代を超えた物語は何度語られても成功できることを証明した。」であり、39件の評論のうち高評価は92%にあたる36件で、平均点は10点満点中7.30点となっている。
Metacriticによれば、23件の評論の全てが高評価で、平均点は100点満点中87点となっている。